# PAVE PAWS
PAVE PAWS (angleško Perimeter Acquisition Vehicle Entry Phased-Array Weapons System) je vojaška kratica, ki označuje fazne radarje, ki so v prvi vrsti namenjeni zaznavanju in spremljanju balističnih izstrelkov. Radarje z oznako AN/FPS-115 je zasnovalo podjetje Raytheon, domet sistema je okoli 5500 km.Prvi radarji so bili postavljeni leta 1980.
Radarji PAVE PAWS so nameščeni v ZDA in sicer v Massachusettsu, Kaliforniji in Aljaski. Vsi radarji so povezani s poveljstvom NORAD.